# Француско-сиријски рат
Француско-сиријски рат одиграо се 1920. између Француске и хашемитских владара новоуспостављене Арапске краљевине Сирије. Серија окршаја достигла је врхунац одлучном битком код Мајсалуна. Француска војска је побједила војне снаге под командом краља Фејсала I 23. јула 1920, а дан након тога ушли су у Дамаск, гдје су 25. јула 1920. успоставили марионетску власт. Британска влада је била забринута развојем догађаја и страховала је да ће изгубити контролу над Ираком, који су добили као мандатно подручје, па су краља Фејсала I прогласили краљем Ирака. Сирија је након тога подјељена на неколико клијентских марионетских државица под француским мандатом над Сиријом и Либаноном.

## Арапска побуна
Арапска побуна (1916—1918) је избила 1916. године са циљем остварења независности Арапа од Османског царства и стварања јединствене арапске државе од Алепа у Сирији до Адена у Јемену. Побуну је иницирао шериф Меке Хусеин ибн Али, а арапске снаге су предводили његови синови Абдулах I и Фејсал I. Британска влада у Египту им је одмах послала младог официра Лоренса од Арабије, који је много допринео арапској побуни тиме што је убједио арапске вође (Абдулаха I од Јордана и Фејсала I од Ирака) да је потребно координисати њихове арапске акције са британском стратегијом. Главни допринос арапске побуне је да су везали десетке хиљада турских војника, који би иначе били употребљени за напад на Суецки канал. При крају Првога свјетскога рата снаге египатскога експедиционога корпуса заузеле су Дамаск 30. септембра 1918. Кратко време након тога 3. октобра 1918. у Дамаск су ушле и снаге Фејсала I од Ирака. Уз дозволу генерала Едмунда Аленбаја Фејсал I је 5. октобра 1918. прогласио успоставу независне арапске владе у Дамаску, тј Арапске краљевине Сирије.

## Тајни споразум великих сила
Француска и Велика Британија су раније током 1916. склопиле тајни Сајкс-Пикотов споразум о подјели остатака Отоманскога царства на Блиском истоку, па је према одредбама тога споразума француски генерал Анри Гуро именован представником француске владе на Блиском истоку и командантом француских војних снага Леванта са сједиштем у Сирији. Арапско подручје су поделили неповољно по Арапе у суштини кршећи обећања која су им дали крајем Првога светскога рата. Споразумом великих сила Арапска краљевина Сирија долазила у француску интересну сферу, са чиме се нису слагали Арапи, који су оснивали националистичка удружења и припремали су се за национални конгрес. Тражили су потпуну независност Арапске краљевине Сирије тражећи да се Арапи уједине под краљем Фејсалом I. Прво засједање Сиријскога националнога конгреса одржало се 3. јуна 1919, када је за предсједника конгреса изабран Хашим ел Атаси, члана ал Фатата. У Дамаску су ширили летке са натписима Независност или смрт. Сиријски конгрес је 2. јула 1919. донио низ резолуција у којима се тражило оснивање потпуно независне уставне монархије, којој би на челу био краљ Фејсал. Тражили су од САД да им помогне истовремено одбијајући да признају Француској било каква права да управља Сиријом. Склапањем енглеско-францускога споразума брзо су се изјаловила надања краља Фејсала да ће САД или Велика Британија да помогну и да интервенишу против француских интереса у Сирији. У складу са енглеско-француским договором британска војска се повукла из Сирије означавајући крај британскога војнога уплитања у Сирији. Фејсал I је онда био присиљен да преговара са Жоржом Клемансоом, са којим се договорио да Француска неће да стационира војску у Сирији, а да ће сиријска влада једино од Француске да прима савјетнике и техничке експерте. Са компромисом нису били задовољне Фејсалове присталице, па су присилили Фејсала да одбаци компромис са Француском.

## Почетак рата
Након преговора са Жоржом Клемансоом јануара 1920. широм Сирије усљедили су спорадични напади на француску војску. Сиријски национални конгрес се састао марта 1920. и прогласио је Арапску краљевину Сирију, Фејсала I краљем Сирије, а Хашима ел Атасија предсједником владе. Независна Арапска краљевина Сирија проглашена је 8. марта 1920. у Дамаску. На конференцији у Санрему Велика Британија и Француска одбиле су да признају новоуспостављену сиријску државу и Француска је добила мандат Лиге народа да управља Сиријом. Одмах након тога усљедио је рат сиријских арапских националиста и Француза.